# X dinastia egípcia
A X dinastia egípcia está contida no período denominado 1º Período Intermediário, que foi uma época em que o Egito estava divido sendo governado ao mesmo tempo pelas IX, X e XI dinastias. Esta e a X dinastia são também conhecidas por dinastias heracleopolitanas, pois tiveram como capital a cidade de Heraceópolis.
O Papiro de Turim lista 8 faraós para esta dinastia, porém seus nomes estavam danificados e inidentificáveis.

## Lista de faraós
Como na maioria das dinastias anteriores a 18ª, a ordem, os nomes e a data de reinados dos soberanos são incertas. Os faraós da IX e X dinastias confundem-se e não se sabe ao certo qual faraó pertence a qual dinastia.
- Akhtoy Meryibtowe
- Akhtoy Wahkare
- Akhtoy Nebkaure
- Merykare